# Listă a fabricanților de aeronave
Aceasta este o listă a fabricanților de avioane, sortată în ordine alfabetică după denumirea sub care sunt cunoscute la Organizația Internațională a Aviației Civile (ICAO). Lista conține numele ICAO, numele comun, țara de origine, și alte date, precum anii între care a funcționat (în paranteze). 
Numele ICAO sunt scrise cu caractere bold. Faptul că un fabricant are o denumire ICAO nu înseamnă că el mai produce în zilele nostre, ci faptul că unele dintre aeronavele produse de acesta mai zboară încă. 
A B-C D-G H-L M-P Q-S T-Z